# NGC 614
NGC 614 (również PGC 5933 lub UGC 1140, być może także NGC 618, NGC 627) – galaktyka soczewkowata (S0), znajdująca się w gwiazdozbiorze Trójkąta.
Odkrył ją William Herschel 13 września 1784 roku. Być może dwukrotnie obserwował ją też John Herschel w listopadzie 1827 roku (jego obserwacje zostały skatalogowane przez Johna Dreyera jako NGC 627 i NGC 618), jednak ze względu na błędy podanych przez niego pozycji pewności nie ma.